# Западная горилла
За́падная гори́лла (лат. Gorilla gorilla) — вид приматов из рода гориллы (Gorilla) семейства гоминиды (Hominidae).

## Классификация
Вид западная горилла состоит из двух подвидов:
- Gorilla gorilla diehli Matschie, 1904 — Западная речная горилла. Более крупный подвид. Численность около 300 особей[2].
- Gorilla gorilla gorilla Savage, 1847 — Западная равнинная горилла. Численность этого подвида составляет около 95 000 особей[2].

## Внешний вид
Западные гориллы несколько меньше по размерам и светлее по окраске, чем восточные гориллы. Лоб коричнево-желтоватого или серо-желтоватого цвета. На носу расположен нависающий наконечник. Хвост отсутствует. Ноздри большие. Глаза и уши маленькие. Волосы тёмные, покрывают всё тело, за исключением лица, ушей, рук и ног. На спине волосы с возрастом выпадают. Шкура чёрная и блестящая практически от рождения. Руки с большими ногтями и большими пальцами. Гориллы довольно часто стоят на ногах, однако ходят, оперевшись на четыре конечности.

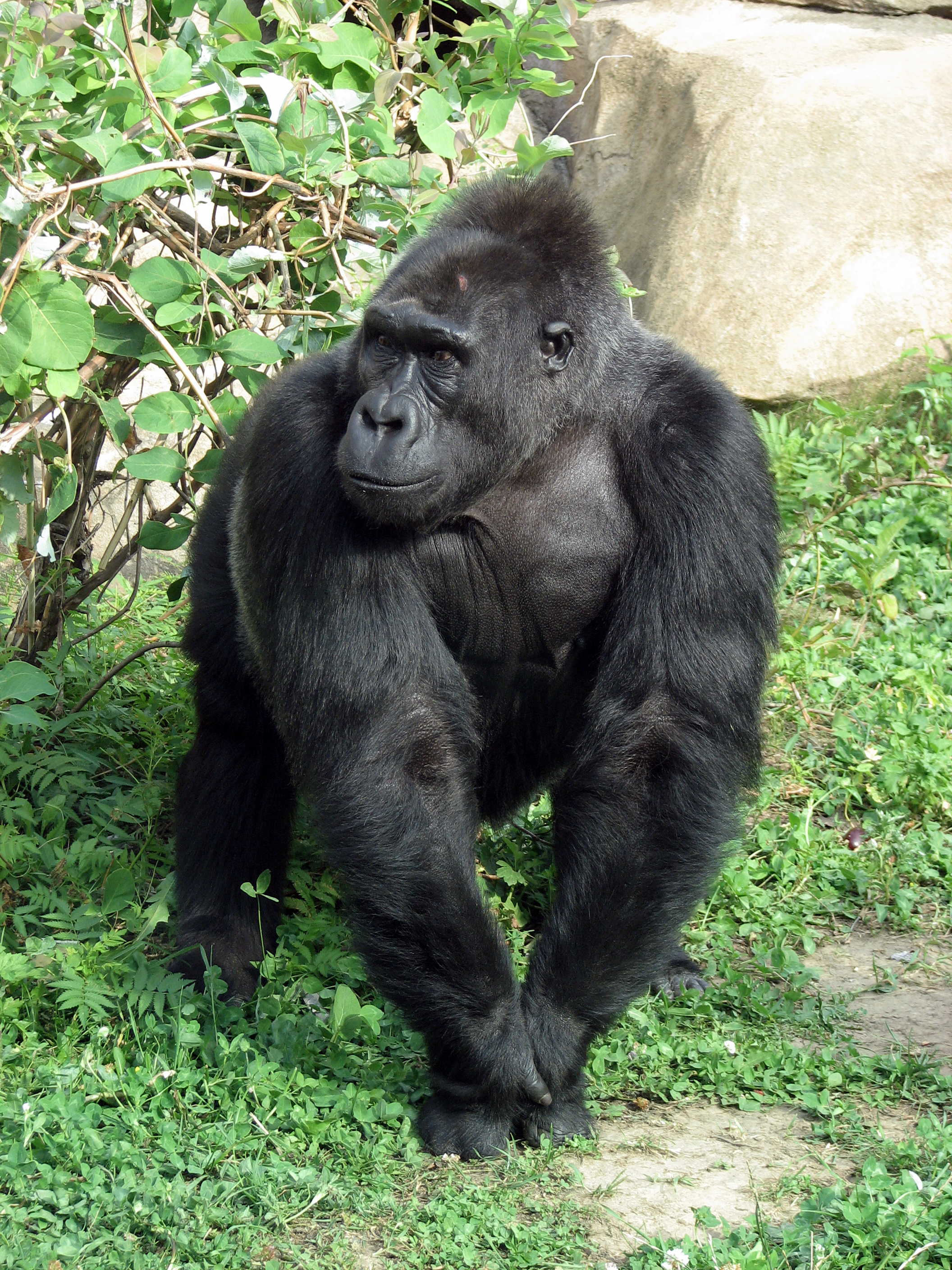
Несмотря на то, что гориллы способны стоять на ногах, передвигаются они на четырёх конечностях

Длина тела самцов 160—170 см, самок — 120—140 см. Масса самцов 140—160 кг, самок — 60—80 кг. Западные гориллы являются самыми мелкими представителями рода. Речная горилла отличается от равнинной в строении черепа и зубов, по размерам она выше на 10—15 см и тяжелее на 20—35 кг.

## Поведение

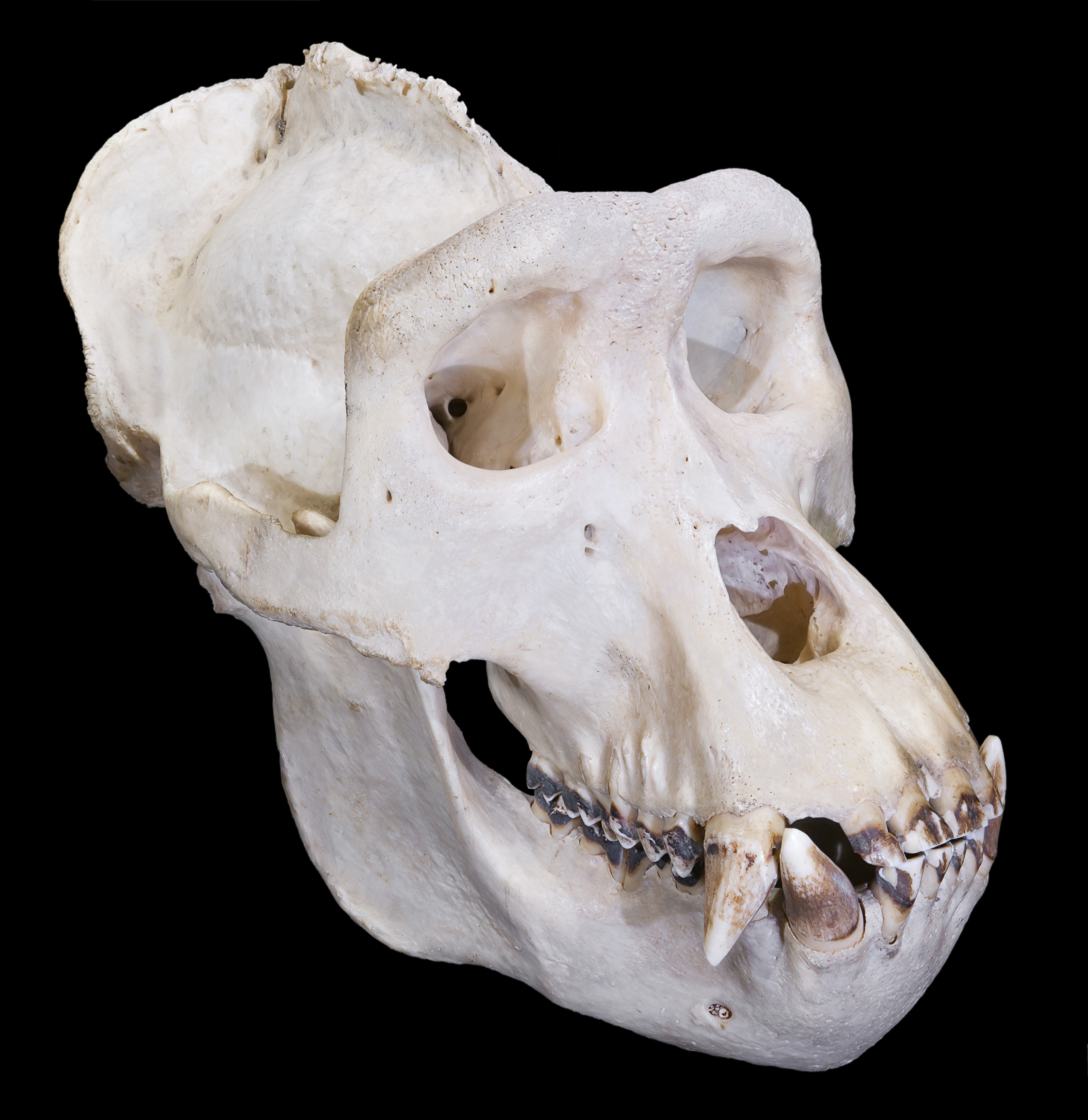
Череп самца западной гориллы

Западные гориллы живут в группах, насчитывающих от 2 до 20 особей. В состав группы входят как минимум один самец, и несколько самок с потомством. Доминирующий самец руководит группой. Молодняк покидает её после достижения половой зрелости.
Самки переходят из одной группы в другую в период размножения. Размножаться они начинают в 8—9 лет. Беременность длится 250—270 дней. Рождается 1 детёныш. Забота о молодняке продолжается 3—4 года. Между каждыми родами проходит достаточно большое количество времени, что может объяснять низкую численность популяции. Вследствие длительного периода беременности и воспитания молодых особей, а также высокой смертности в раннем возрасте, потомство выживает только каждые 6—8 лет. Продолжительность жизни в дикой природе до 40 лет, в неволе — до 50.
Большую часть рациона западных горилл составляют фрукты, и животные каждый день путешествуют в поисках новых плодовых деревьев. Расстояние, на которое они перемещаются, колеблется от одного до четырёх километров. Площадь обитания составляет около 30 км², но гориллы не очень активно её защищают.
Гориллы способны использовать «орудия труда».
Исследование, опубликованное в 2007 году в Американском журнале Приматологии, направлено на борьбу с возможными угрозами западной горилле со стороны человека.

## Распространение
Западная горилла распространена в Камеруне, Центральноафриканской Республике, материковой части Экваториальной Гвинеи, Габоне, Нигерии, Республике Конго, Анголе, и, вероятно, в Демократической Республике Конго.
Проживают в низменных тропических лесах, в первую очередь с густой травянистой растительностью и в заболоченной местности.

## Охранный статус
Международный союз охраны природы относит западных горилл к категории CR (находящиеся в критическом состоянии). Геморрагическая лихорадка Эбола снизила их численность в охраняемых территориях на одну треть в период с 1992 по 2007 год. Браконьерство, коммерческие лесозаготовки и гражданские войны в странах, в которых обитают гориллы, являются основными угрозами.
В 1980-х годах численность западных горилл в Экваториальной Африке составляла около 100 000 особей. На сегодняшний день популяция сократилась до 50 000. Исследования, проведённые в 2006—2007 годах, показывают, что около 100 000 незарегистрированных западных горилл живёт в заболоченных лесах в районе озера Теле, в Республике Конго. Наиболее вероятное число западных горилл — около 150 000—200 000 особей.
Популяция речных горилл составляет примерно 280 особей, сосредоточенных примерно в 11 местах. Последние генетические исследования позволяют предположить, что эти места связаны со случайными миграциями отдельных горилл. От ареала равнинной гориллы речных горилл отделяют 250 км. План сохранения этого подвида был разработан в 2007 году. Правительство Камеруна специально для этих целей создало национальный парк на границах с Нигерией. В парке проживает около 115 речных горилл.